# Congregação Cristã na África do Sul
A Congregação Cristã na África do Sul (Christian Congregation in South Africa) é uma igreja cristã presente na África do Sul.
Sua origem está ligada a Congregação Cristã no Brasil e a Congregação Cristã nos Estados Unidos.
A congregação nesse país possui sede administrativa em Johannesbourg, no Regents Park, na 24 Bob Street.